# Île Bizard
Pour les articles homonymes, voir Bizard.
Ne doit pas être confondu avec L'Île-Bizard (ville).
L’île Bizard est une grande île du nord-ouest de l'agglomération de Montréal où se trouve l'ancienne municipalité et quartier L'Île-Bizard. L'île est rattachée depuis le 1er janvier 2006 à l’arrondissement L'Île-Bizard–Sainte-Geneviève de la Ville de Montréal.

## Histoire
Le 24 octobre 1678, le gouvernement Frontenac accorda l'île, alors nommée île Bonaventure, en seigneurie à Jacques Bizard. Cette date marque le début de l'histoire de l'île Bizard.
Ni Jacques Bizard ni ses descendants n’habitent dans l’île. La famille est établie dans la rue Saint-Vincent dans le Vieux-Montréal. D’ailleurs, à cette époque, personne n’habite encore sur la côte nord-ouest de l’île de Montréal et, à plus forte raison, dans l’île Bizard.
Même si les premiers colons s'installent au début du XVIIIe siècle, il faut attendre la seconde moitié du XVIIIe siècle pour que l'occupation de l'île Bizard démarre réellement. Pourtant, il n’existe encore ni village, ni église dans l’île, celle-ci faisant alors partie de la paroisse de Sainte-Geneviève.
L’érection canonique de la paroisse Saint-Raphaël remonte au 10 juin 1839, la construction de la première église et du presbytère, à 1843.

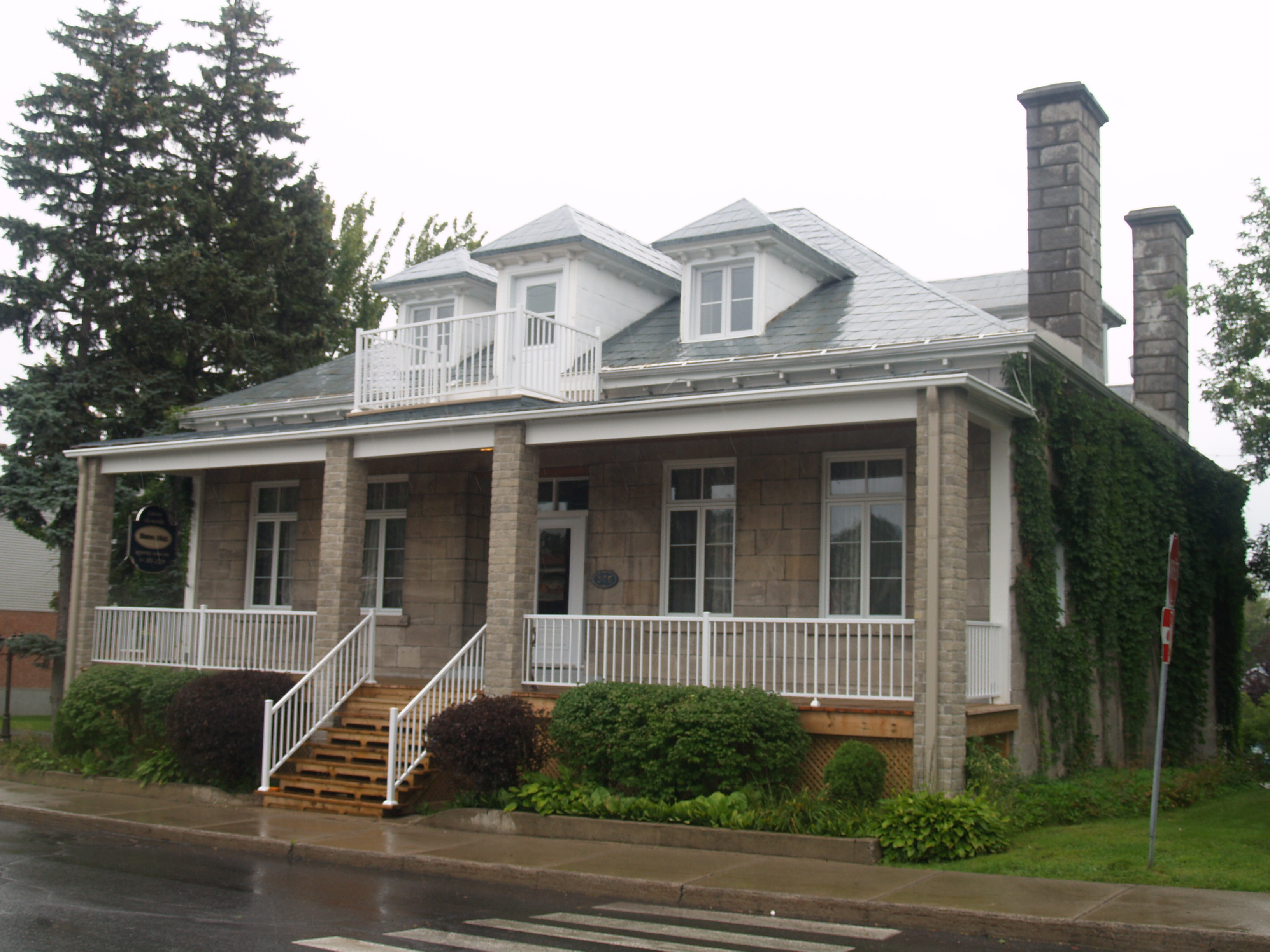
Maison Denis-Benjamin-Viger
376, rue Cherrier, île Bizard

De 1678 à 1854, l’île constitue une seigneurie, appartenant à la famille Bizard-Closse de 1678 à 1765, puis à Pierre Foretier, de 1765 à 1815. Une suite de procès pour régler la succession de ce dernier finit par aboutir en 1842, et Marie-Amable Foretier, épouse de Denis-Benjamin Viger, hérite alors de la seigneurie. Denis-Benjamin Viger, homme politique important, s’empresse d’y faire bâtir un manoir seigneurial en 1845, puis un moulin banal en 1850. Mais le régime seigneurial est aboli en 1854. Côme-Séraphin Cherrier (Montréal), cousin et quasi-fils adoptif de Denis-Benjamin Viger, hérite alors du domaine seigneurial, du moulin et du manoir, en plus des rentes constituées que doivent continuer de lui verser les anciens censitaires.
La municipalité de la paroisse Saint-Raphaël de l’Île-Bizard, créée par la loi de 1855, remplace l’ancienne structure administrative et son premier maire, de 1855 à 1873, est Hyacinthe Paquin. Elle restera une municipalité de village jusqu’en janvier 1995, date à laquelle elle devient la Ville de L’Île-Bizard. Depuis la fusion municipale entrée en vigueur le 1er janvier 2002, elle a d’abord fait partie de l’arrondissement de L’Île-Bizard–Sainte-Geneviève–Sainte-Anne-de-Bellevue, puis à la suite du référendum sur les défusions de juin 2004, l'île Bizard est intégrée dans l’arrondissement L'Île-Bizard–Sainte-Geneviève, au sein de la Ville de Montréal.

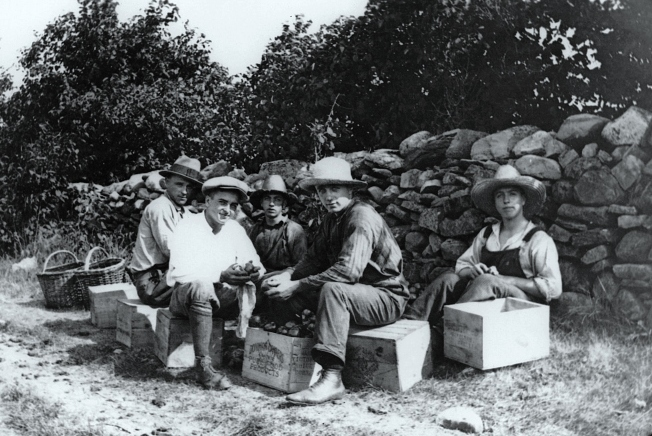
Empaquetage de tomates, île Bizard, 1925

De 1735 à 1960 environ, l’île Bizard était essentiellement agricole. Jusqu’à la fin du XIXe siècle, il s’agissait principalement d’une agriculture de subsistance.
Mais le premier pont ouvert à la circulation en 1893 puis, plus tard, l’arrivée des camionnettes ont facilité le transport des produits vers la ville qui, en plein essor industriel, avait de plus en plus besoin des produits de la ferme.
Au cours des cinquante dernières années, surtout depuis l’ouverture de la route Transcanadienne qui a rapproché l’île de la ville, l’urbanisation s’est intensifiée et la population a décuplé. D’abord appréciée des citadins comme lieu de villégiature, l’île devient maintenant un lieu principalement résidentiel.
La Société patrimoine et histoire de l'île Bizard a célébré le 325e anniversaire en 2003 de l'île Bizard par plusieurs festivités tout au cours de l'année.
Le Fonds d'archives de Saint-Raphaël-de-l'Île-Bizard est conservé au centre d'archives de Montréal de Bibliothèque et Archives nationales du Québec.

## Attraits

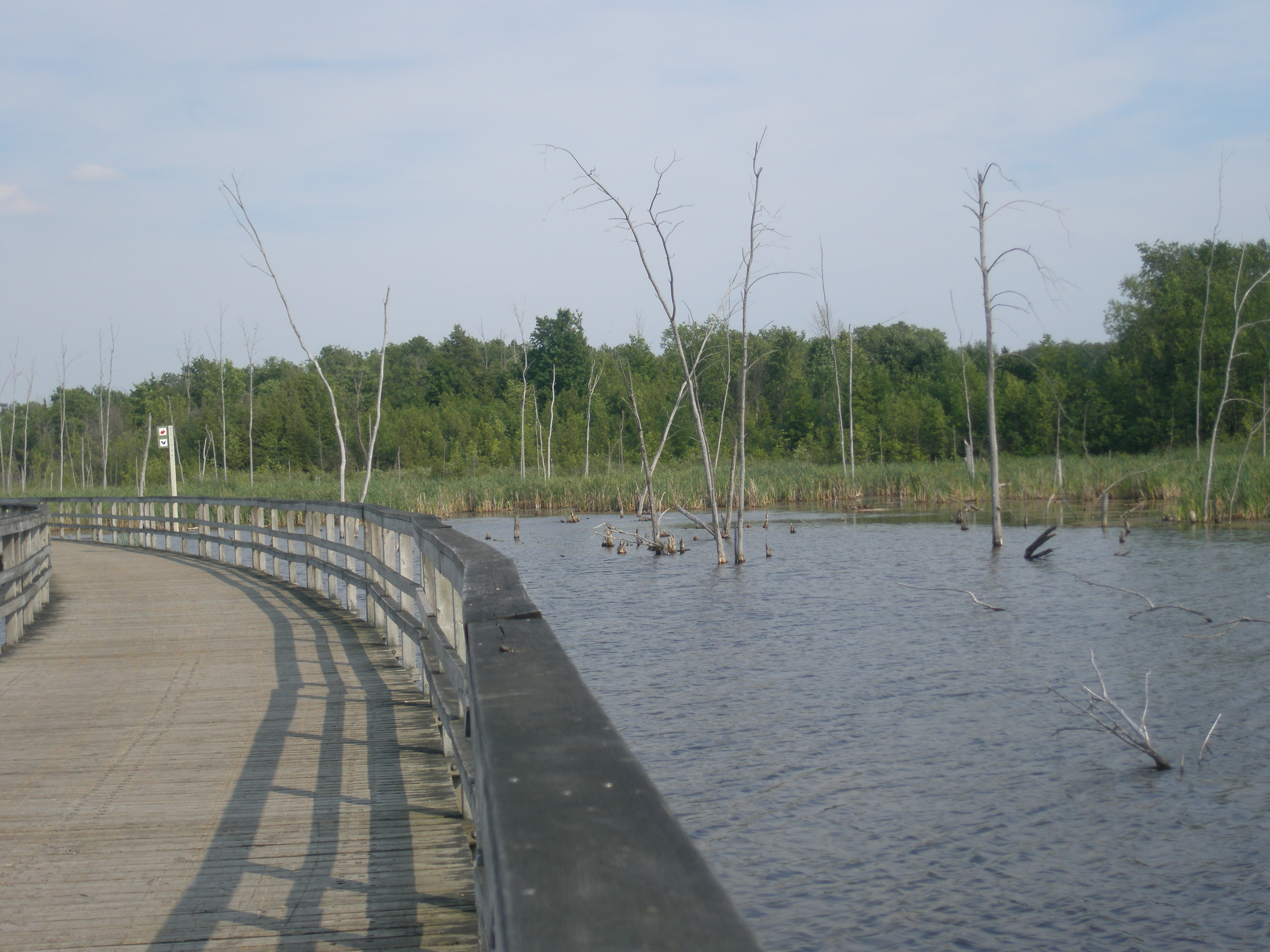
Passerelle dans le parc-nature du Bois-de-l'Île-Bizard.

- Passerelle dans le parc-nature du Bois-de-l'Île-Bizard.Le parc-nature du Bois-de-l’Île-Bizard comprend une passerelle traversant un marécage permettant de contempler la nature de près. En 2021, la Grande passerelle a eu des travaux de reconstruction[2].
- Quoique privé, le Club de golf Royal Montréal, un des trois terrains de golf de l'Île, est une institution importante puisqu'il est le plus ancien club de golf en Amérique du Nord et qu'il accueille des tournois de golf prestigieux. À chaque année, le golf reçoit plus de 30 000 spectateurs qui proviennent de partout dans le monde[3]. Plusieurs grands golfeurs sont présents à chaque année comme Jack Nicklaus et Tiger Woods[4].
- La Traverse Laval-sur-le-Lac/Île-Bizard